# Melchor Ordóñez y Ortega
Melchor Ordóñez y Ortega (Málaga, 1844 - Madrid, 1903) fue un marino y diplomático español, que encabezó la primera misión diplomática de Españ a Annam (actual Vietnam) y a Siam (actual Tailandia) y fue además ministro residente en Costa Rica, El Salvador, Guatemala y Nicaragua (1884-1887) y en Venezuela (1888-1891) y ministro plenipotenciario en Chile.
Publicó una extensa obra sobre su actuación en Anam y Siam, titulada Una misión diplomática en la Indo-china (Madrid, 1882), que fue reimpresa en 1884.